# ایستگاه متروی پارک رویال
ایستگاه متروی پارک رویال (انگلیسی: Park Royal tube station) یکی از ایستگاه‌های خط پیکدیلی متروی لندن است.
این ایستگاه که در ناحیه ایلینگ قرار دارد در سال ۱۹۳۱ میلادی تأسیس شده است.

## نگارخانه

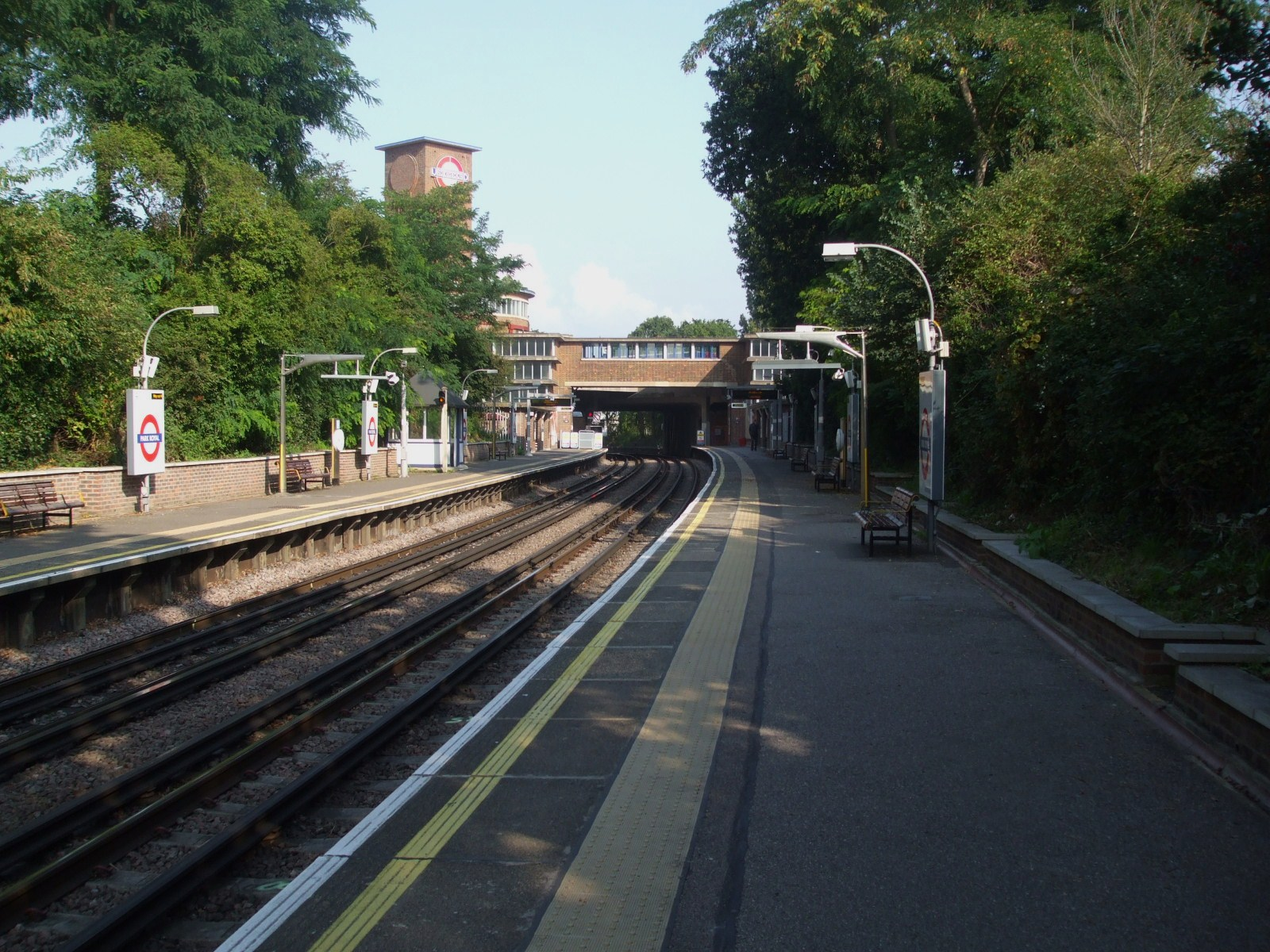
Looking north from the eastbound platform (in the westbound direction)
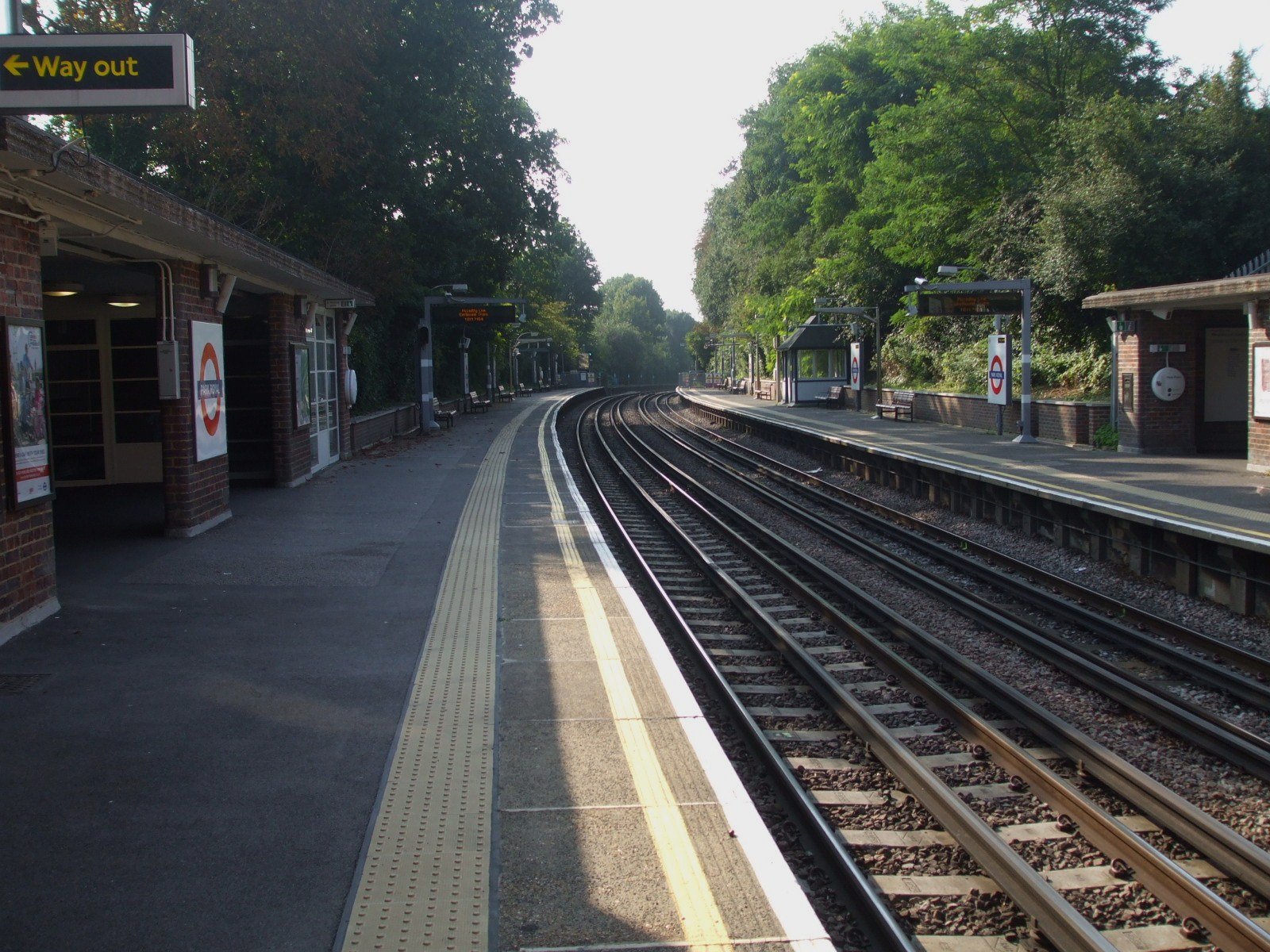
Looking south from the eastbound platform (in the eastbound direction)
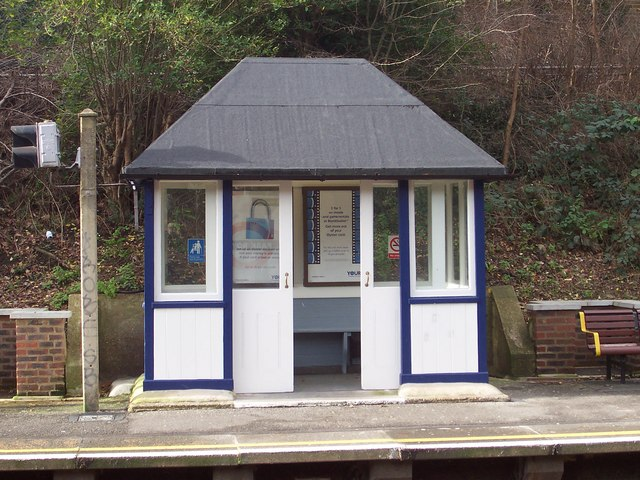
Platform shelter on the westbound platform - note slope of platform from south to north